# Cómo leer y por qué
Cómo leer y por qué es un ensayo escrito por Harold Bloom (Nueva York, 1930) en el que se explora, de modo instructivo y práctico, cómo se debe leer un texto literario y lo que esa lectura puede dar de sí: placer estético, formación de la personalidad del lector y una vuelta a la subjetividad de los sentimientos acendrados y los pensamientos profundos.
La obra consta de cinco partes. En ellas, Bloom analiza de forma general una serie de autores de cuentos y de poesía y, de forma particular, una serie de novelas y obras de teatro.

## Partes del ensayo
- I. Cuentos.
  -     1. Iván Turguéniev.
    2. Antón Chéjov.
    3. Guy de Maupassant.
    4. Ernest Hemingway.
    5. Flannery O'Connor.
    6. Vladimir Nabokov.
    7. Jorge Luis Borges.
    8. Tommaso Landolfi.
    9. Italo Calvino.

- II. Poemas.
  -     1. Housman, Blake, Landor y Tennyson.
    2. Robert Browning.
    3. Walt Whitman.
    4. Dickinson, Brontë, Baladas populares y anónimas.
    5. William Shakespeare.
    6. John Milton.
    7. William Wordsworth.
    8. Samuel Taylor Coleridge.
    9. Shelley y Keats.

- III. Novelas. Primera parte.
  -     1. Miguel de Cervantes: El ingenioso hidalgo Don Quijote de la Mancha.
    2. Stendhal: La cartuja de Parma.
    3. Jane Austen: Emma.
    4. Charles Dickens: Grandes esperanzas.
    5. Fiódor Dostoievski: Crimen y castigo.
    6. Henry James: El retrato de una dama.
    7. Marcel Proust: En busca del tiempo perdido.
    8. Thomas Mann: La montaña mágica.

- IV. Obras teatrales.
  -     1. William Shakespeare: Hamlet.
    2. Henrik Ibsen: Hedda Gabler.
    3. Oscar Wilde: La importancia de llamarse Ernesto.

- V. Novelas. Segunda parte.
  -     1. Herman Melville: Moby Dick.
    2. William Faulkner: Mientras agonizo.
    3. Nathanael West: Miss Lonelyhearts.
    4. Thomas Pynchon: La subasta del lote 49.
    5. Cormac McCarthy: Meridiano de sangre.
    6. Ralph Ellison: El hombre invisible.
    7. Toni Morrison: La canción de Salomón.

- Datos: Q5484489